# 欧阳予
欧阳予（1927年7月26日—），中国核反应堆及核电工程专家。

## 生平
1927年生于四川乐山。1948年毕业于国立武汉大学工学院电机系。1957年获苏联莫斯科动力学院技术科学博士学位。2000年当选为俄国工程院外籍院士。1991年当选为中国科学院院士（学部委员）。